# Раджа (футбольний клуб)
Спортивний клуб «Раджа» (араб. نادي الرجاء الرياضي) — марокканський футбольний клуб з Касабланки, заснований у 1949 році. Виступає у Чемпіонаті Марокко. Домашні матчі приймає на стадіоні «Мохаммеда V», місткістю 45 891 глядач.

## Досягнення

### Національні
- Чемпіонат Марокко
  - Чемпіон (12): 1987–88, 1995–96, 1996–97, 1997–98, 1998–99, 1999–00, 2000–01, 2003–04, 2008–09, 2010–11, 2012–13, 2019/20
- Кубок Марокко
  - Володар: 1974, 1977, 1982, 1996, 2002, 2005, 2012, 2017

### Міжнародні
- Ліга чемпіонів КАФ
  - Чемпіон: 1989, 1997, 1999
  - Фіналіст: 2002
- Кубок конфедерації КАФ
  - Володар: 2003, 2018
- Суперкубок КАФ
  - Володар: 2000
  - Фіналіст: 1998.